# Bruno Spriet
Bruno Spriet, né le 10 mars 1987, est un théologien belge. Il est secrétaire général de la Conférence épiscopale de Belgique depuis mars 2023.

## Biographie
Bruno Spriet a étudié la théologie et la religion ainsi que les études supérieures en théologie et en religion à la KU Leuven, la gestion générale à la Vlerick Business School et la gestion des subventions, la philanthropie et l'investissement social à la Bayes Business School de Londres. Pendant ses études, il a été actif au sein de Katechetika, l'association des étudiants en théologie et en sciences religieuses, dont il a été le président.
En 2012, il rejoint Porticus,, l'organisation philanthropique de la famille entrepreneuriale Brenninkmeijer (C&A). Il a participé à l'élaboration et à la mise en œuvre de projets belges dans les domaines de l'Église et de la foi, de la migration et de l'éducation. Depuis 2016, il est particulièrement actif au niveau international. Il a notamment développé et géré un programme international visant à promouvoir une Église plus synodale, dirigé le développement et la mise en œuvre de la stratégie mondiale pour le dialogue interreligieux et l'œcuménisme et pour la formation catholique et spirituelle.
Entre 2012 et 2017, Spriet a également été président de Suyana Peru asbl, une ONG travaillant pour les personnes vulnérables dans les bidonvilles de Lima, au Pérou, avec un accent particulier sur les femmes et les enfants.
Il est associé au groupe de réflexion chrétien Logia (nl), à partir duquel il publie occasionnellement des tribunes, notamment dans le magazine Knack.

### Conférence épiscopale
En octobre 2022, Spriet est nommé secrétaire général de la Conférence épiscopale de Belgique, avec effet au 13 mars 2023. Il succède, en tant que premier laïc, à Herman Cosijns, qui démissionne part à la retraite. 

### Vie privée
Bruno Spriet est marié et père de deux enfants.